# Гербер, Густав
Густав Гербер (нем. Gustav Gerber; 13 января 1820, Берлин — 21 октября 1901, Берлин) — немецкий педагог и философ.

## Биография
Окончил Берлинский университет (1843), где изучал филологию и философию. После этого преподавал в берлинской гимназии Фридриха-Вильгельма. В 1846 г. защитил в Лейпцигском университете диссертацию, посвящённую анализу второго тома «Истории» Геродота. В последующие годы сдал дополнительные экзамены, позволявшие ему преподавать в немецких школах ряд дополнительных предметов: древние языки, историю, математику.
В 1851 году Гербер был приглашён в город Бромберг (ныне Быдгощ), где открывалась новая гимназия. На протяжении пяти лет он исполнял обязанности директора, в 1856 году был официально утверждён в этой должности. Под наблюдением Гербера в 1858 году было завершено строительство нового здания для гимназии. Во главе этого учебного заведения Гербер стоял до 1886 года, вложив много сил в его развитие. В 1876 г. он был удостоен звания почётного гражданина города. В 1877 г. был избран в ландтаг Пруссии от Национал-либеральной партии, работал над новым законом об образовании, однако, убедившись в том, что в желательном для него виде закон принят не будет, в 1879 г. подал в отставку. В 1886 г. вышел на пенсию и вернулся в Берлин.
Кавалер Ордена Красного орла 4-го класса (1879) и 3-го класса (1886).

## Научная деятельность
Важнейший труд Гербера — двухтомное сочинение «Речь как искусство» (нем. Die Sprache als Kunst; 1871). Его развитием стала монография «Язык и познание» (нем. Die Sprache und das Erkennen; 1876). Опубликовал также книгу «Я как основа нашего мировоззрения» (нем. Das Ich als Grundlage unserer Weltanschauung; 1893).